# Les Trois-Moutiers
Les Trois-Moutiers est une commune du Centre-Ouest de la France, située dans le nord du département de la Vienne en région Nouvelle-Aquitaine.

## Géographie

### Localisation
à Au carrefour de trois provinces, l'Anjou, la Touraine et le Poitou, la commune est située au croisement de la route départementale 347 de Poitiers (Vienne) à Angers (Maine-et-Loire) et de la route départementale 39 de Chinon (Indre-et-Loire) à Thouars (Deux-Sèvres).
Loudun, ville la plus proche, se trouve à neuf kilomètres au sud-est, par la route départementale 347.

### Communes limitrophes
| Morton                             | Raslay                  | Roiffé   |
| Saint-Léger-de-Montbrillais Berrie | des Trois-Moutiers      | Bournand |
| Ternay Curçay-sur-Dive             | Mouterre-Silly Glénouze | Loudun   |

### Géologie et relief
La région des Trois-Moutiers présente un paysage de plaines vallonnées plus ou moins boisées. Le terroir se compose:
- sur les collines et les dépressions sableuses des bordures du Bassin Parisien de sables verts, d'Argilo et de tuffeau jaune pour respectivement 24 %, 16 % et 14 %;
- sur les autres collines de champagnes ou aubues (ce sont des sols gris clair, argilo-limoneux, sur craie et donc calcaires) pour 40 % et de tuffeau blanc pour 5 %.

### Hydrographie
La commune est traversée par 17 km de cours d'eau qui sont :
- la Barouse sur une longueur de 8,1 km, s’écoule à l’est de la commune. Elle est le résultat de la confluence de plusieurs ruisseaux situés en amont et se jette dans la Boire, à proximité du château de la Mothe-Chandeniers ;
- la Boire sur une longueur de 3,1 km ;
- le Martiel et la Petite Maine sur une longueur de 2,5 km, cette dernière affluent de la Dive et conflue vers le Thouet, prend sa source au sud-ouest de Loudun, à Beaussais, commune de Mouterre-Silly ;
- la Rouère sur une longueur de 2,1 km ;
- la Vaune sur une longueur de 1,3 km.

### Climat
Pour des articles plus généraux, voir Climat de la Nouvelle-Aquitaine et Climat de la Vienne.
Historiquement, la commune est exposée à un climat océanique du nord-ouest.  
En 2020, Météo-France publie une typologie des climats de la France métropolitaine dans laquelle la commune est exposée à un climat océanique altéré et est dans la région climatique  Moyenne vallée de la Loire, caractérisée par une bonne insolation (1 850 h/an) et un été peu pluvieux.
Pour la période 1971-2000, la température annuelle moyenne est de 12,3 °C, avec une amplitude thermique annuelle de 14,9 °C. Le cumul annuel moyen de précipitations est de 590 mm, avec 10,5 jours de précipitations en janvier et 6,2 jours en juillet. Pour la période 1991-2020, la température moyenne annuelle observée sur la station météorologique la plus proche, située sur la commune de Loudun à 7,57 km à vol d'oiseau, est de 0,0 °C et le cumul annuel moyen de précipitations est de 0,0 mm,. Pour l'avenir, les paramètres climatiques de la commune estimés pour 2050 selon différents scénarios d’émission de gaz à effet de serre sont consultables sur un site dédié publié par Météo-France en novembre 2022.

## Urbanisme

### Typologie
Au 1er janvier 2024, Les Trois-Moutiers est catégorisée commune rurale à habitat dispersé, selon la nouvelle grille communale de densité à sept niveaux définie par l'Insee en 2022.
Elle est située hors unité urbaine. Par ailleurs la commune fait partie de l'aire d'attraction de Loudun, dont elle est une commune de la couronne,. Cette aire, qui regroupe 25 communes, est catégorisée dans les aires de moins de 50 000 habitants,.

### Occupation des sols
L'occupation des sols de la commune, telle qu'elle ressort de la base de données européenne d’occupation biophysique des sols Corine Land Cover (CLC), est marquée par l'importance des territoires agricoles (65,6 % en 2018), une proportion sensiblement équivalente à celle de 1990 (65,9 %). La répartition détaillée en 2018 est la suivante : 
terres arables (55,1 %), forêts (24,8 %), zones agricoles hétérogènes (9,2 %), espaces verts artificialisés, non agricoles (5,3 %), zones urbanisées (4,2 %), prairies (1,3 %), milieux à végétation arbustive et/ou herbacée (0,2 %). L'évolution de l’occupation des sols de la commune et de ses infrastructures peut être observée sur les différentes représentations cartographiques du territoire : la carte de Cassini (XVIIIe siècle), la carte d'état-major (1820-1866) et les cartes ou photos aériennes de l'IGN pour la période actuelle (1950 à aujourd'hui).

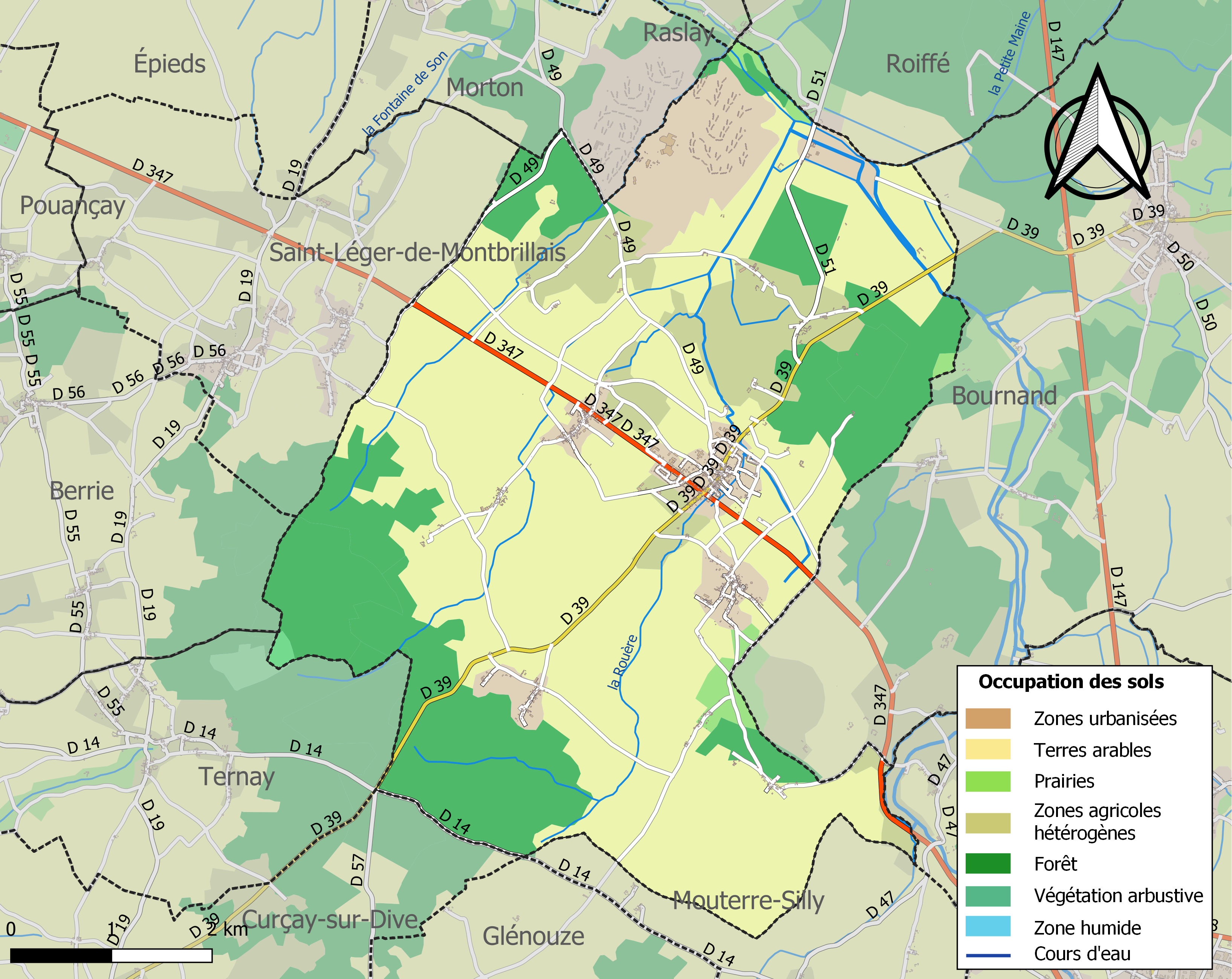
Carte des infrastructures et de l'occupation des sols de la commune en 2018 (CLC).

### Risques majeurs
Le territoire de la commune des Trois-Moutiers est vulnérable à différents aléas naturels : météorologiques (tempête, orage, neige, grand froid, canicule ou sécheresse), inondations, feux de forêts, mouvements de terrains et séisme (sismicité modérée). Il est également exposé à un risque technologique, le transport de matières dangereuses. Un site publié par le BRGM permet d'évaluer simplement et rapidement les risques d'un bien localisé soit par son adresse soit par le numéro de sa parcelle.

#### Risques naturels
Certaines parties du territoire communal sont susceptibles d’être affectées par le risque d’inondation par débordement de cours d'eau, notamment le ruisseau Boire. La commune a été reconnue en état de catastrophe naturelle au titre des dommages causés par les inondations et coulées de boue survenues en 1982, 1999 et 2010,.
Les Trois-Moutiers est exposée au risque de feu de forêt. En 2014, le deuxième plan départemental de protection des forêts contre les incendies (PDPFCI) a été adopté pour la période 2015-2024. Les obligations légales de débroussaillement dans le département sont définies dans un arrêté préfectoral du 29 mai 2015,, celles relatives à l'emploi du feu et au brûlage des déchets verts le sont dans un arrêté permanent du 24 mai 2015,.

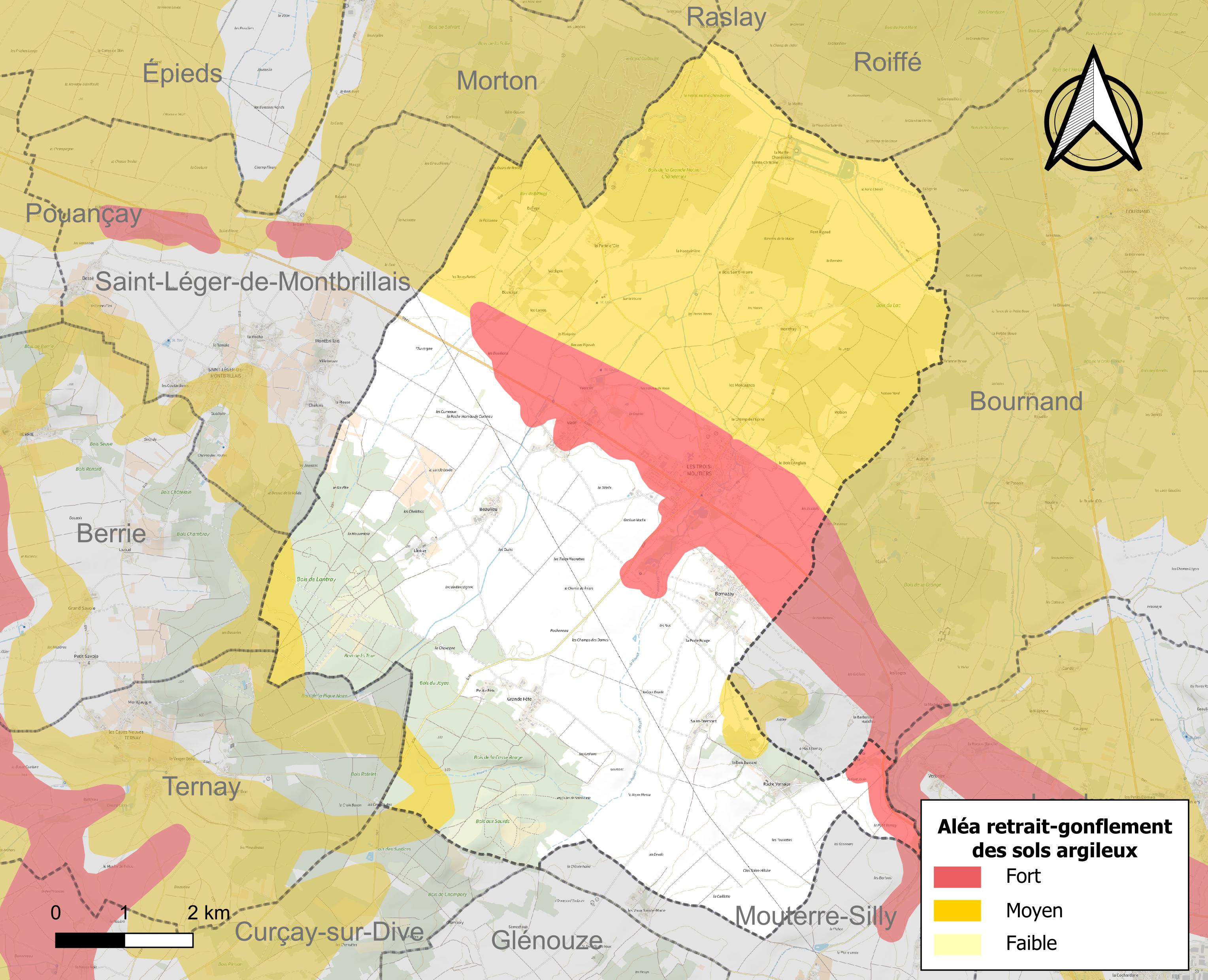
Carte des zones d'aléa retrait-gonflement des sols argileux des Trois-Moutiers.

Les mouvements de terrains susceptibles de se produire sur la commune sont des affaissements et effondrements liés aux cavités souterraines (hors mines) et des tassements différentiels. Afin de mieux appréhender le risque d’affaissement de terrain, un inventaire national permet de localiser les éventuelles cavités souterraines sur la commune. Le retrait-gonflement des sols argileux est susceptible d'engendrer des dommages importants aux bâtiments en cas d’alternance de périodes de sécheresse et de pluie. 49,4 % de la superficie communale est en aléa moyen ou fort (79,5 % au niveau départemental et 48,5 % au niveau national). Depuis le 1er octobre 2020, en application de la loi ÉLAN, différentes contraintes s'imposent aux vendeurs, maîtres d'ouvrages ou constructeurs de biens situés dans une zone classée en aléa moyen ou fort,.
La commune a été reconnue en état de catastrophe naturelle au titre des dommages causés par la sécheresse en 1996 et 2005 et par des mouvements de terrain en 1999 et 2010.

## Histoire
Quatre dolmens et un menhir témoignent de l'occupation humaine du territoire dès le Néolithique.

Armes de la famille de Baussay

Le bourg des Trois-Moutiers tire son nom des trois monastères (moutier en vieux français) construits, au Moyen Âge, dans la vallée de la petite rivière, la Barouze, et autour desquels s'était groupée la population paysanne. De ces trois monastères — Saint-Hilaire, Saint-Pierre et Notre-Dame —, il ne reste que quelques pièces d'habitation, dans une maison privée, et un petit canal, qui était autrefois le vivier des moines. En revanche, le bourg a prospéré au cours des siècles et rassemble actuellement à peu près la moitié de la population totale de la commune. L'autre moitié se répartit entre plusieurs petits villages : Bernazay perché sur la colline, Vaon à la limite de la plaine céréalière, Beaulieu à la lisière des vignes d'appellation contrôlée, Grande Fête et Petite Fête à l'orée des bois, Montfray, Roche-Vernaize, Bourdigal, le Bois Saint-Hilaire, etc.
Habité dès les temps préhistoriques, le terroir des Trois Moutiers a conservé plusieurs monuments mégalithiques : le menhir (ou « chillou ») de Courçu, qui se dresse au milieu d'une lande où les ajoncs épineux atteignent la hauteur des arbres, les dolmens de Vaon et de la Porte Rouge, l'un et l'autre bien conservés, ainsi qu'un groupe de deux dolmens, situés dans le bois en face du château de Roche-Vernaize (la légende dit à propos de ces deux derniers qu'un « énorme et diabolique serpent, gardien caché du monument, devait punir de mort, dans l'année, les téméraires qui oseraient troubler le repos de sa retraite »).
Les Trois-Moutiers comprenait trois paroisses, trois églises accompagnées de prieurés, formant ainsi trois monastères.
Saint-Hilaire
Démolie en 1888, elle était l'église paroissiale depuis la Révolution. Les matériaux ont servi en partie à la construction de l'église actuelle. À la démolition, on s'aperçut que sur une des pierres figurait une inscription d'époque carolingienne. Le clocher était de style roman. Le 5 juin 1757, le curé de la paroisse note dans ses registres "la bénédiction d'une des cloches de cette paroisse, laquelle a été nommée Anne-Victoire par Monseigneur René Charles de Maupeou [...] seigneur Marquis de la Mothe de Chandenier", qui était le prénom de son épouse Anne Victoire de Lamoignon "dame dudit marquisat de la Mothe" (AD Vienne, 9E330/3 (1755-1765) page 25). Un ruisseau (la Barouze) coulait sous le maître-autel de l'église. Le passage de ce ruisseau avait nécessité la construction de deux vastes arcades d'un aspect original pour soutenir le chevet de l'édifice, empêchant ainsi un tassement qui se serait inévitablement produit durant les grandes eaux. L'église actuelle occupe une superficie de 450 m2, et a coûté à l'époque de sa construction 70 000 F. La pierre de taille, tuffeau de Chauvigny et Tercé, n'a été employée que pour l'ossature de l'église.
Notre-Dame
Elle est mentionnée pour la première fois en 1123. Cette église est aujourd'hui une habitation.
Saint-Pierre
Construite dans le bourg de Bernazay (Berneciaco), cette église est citée pour la première fois en 1059. Le fief de Bernazay relevait de Berrie. Le seigneur de Bernazay fut l'un des fondateurs de l'abbaye de Fontevraud.
Autour du bourg des Trois-Moutiers, alors appelé Bernazay (jusqu'à la fin du XIVe siècle), certains hameaux actuels existaient déjà. Vaon (Venancium) est mentionné en 1123, c'était une seigneurie de la Mothe de Bançay. Saint-Drémon (Sidrenum), vers 1096, relevait de Verrières (en direction de Loudun). Également la Mothe-Chandeniers (ou Motte Chandenier ou Lamothe-Champdenier) : cet ancien fief relevait du roi. La forteresse médiévale s'appelait la Motte de Baussay (ou Beaussay ou Beauçay). Hugues Ier, seigneur de Baussay, donna aux moines bénédictins de Loudun l'église Saint-Pierre-du-Château en avril 1060 ou 1063. Vers 1160, Hugues VI fut l'un des plus puissants seigneurs du Loudunais. Amaury de Baussay se distingua dans les guerres anglaises. Au cours de ces guerres, la Mothe de Baussay fut prise deux fois par les ennemis. Ensuite, le château entra dans la famille de Chaunay, seigneur de Champdenier, puis aux Rochechouart (famille de Madame de Montespan) qui en firent une demeure somptueuse. François de Rochechouart lui donna le nom de la Mothe Champdenier. Frondeur exilé en 1650, il attira autour de lui des poètes, tel Léonard Frisson, poète latin qui lui dédia un poème (1657, « Motha Candeneria »). Le château fut vendu en 1685 à Nicolas de Lamoignon, seigneur de Basville, puis revint à son fils Guillaume Urbain dont la fille, Anne Victoire de Lamoignon, épousa René Charles de Maupeou. En 1766, ce dernier reçut le domaine de La Mothe qui échut à son fils René-Nicolas de Maupeou, dernier chancelier de France de l'Ancien Régime. Pillé et dévasté à la Révolution, il fut sauvé de la ruine par un riche commerçant d'Orléans, Hennecart, qui l'acheta en 1809. Reconstruit au XIXe siècle dans le goût du gothique anglais, un incendie l'a ravagé en 1932. Depuis, les arbres l'ont envahi, mais le château se dresse toujours au centre de ses douves circulaires et d'un système de canaux. À l'extérieur, une chapelle et un pigeonnier rappellent la puissance du fief. C'est à la Mothe Chandenier que naquit Simon Canuel qui, après avoir servi la République (notamment durant la guerre de Vendée) et le Premier Empire, persécuta les libéraux à la Restauration.[non pertinent]
Durant le Moyen Âge toujours, dans le voisinage des Trois Moutiers, saint Louis rendit la justice et fit pendre aux créneaux de la tour de Curçay un seigneur qui s'était arrogé le droit de détrousser les voyageurs passant sur ses terres. À la fin du XIVe siècle, le bourg change d'appellation pour celle des « Trois Moutiers » en lieu et place de « Bernazai ». D'après la tradition, Jeanne d'Arc, allant de Chinon à Poitiers, aurait passé une nuit dans le manoir de Chantdoiseau, manoir de la fin du Moyen Âge. Au XVIe siècle, celui-ci fut un des fiefs des Sainte-Marthe, dont l'un des représentants, Scévole de Sainte-Marthe, poète, fut ami de Ronsard.
À l'époque de la Réforme, au XVIe siècle, c'est un moine des Trois-Moutiers, François Fouquet, qui alla prendre contact avec Calvin à Poitiers en 1534, et qui fut ainsi l'introducteur du protestantisme dans le Loudunais, qui s’y implanta fortement. Trace encore visible, la ferme fortifiée de la Hacquinière garde encore les embrasures de tir des guerres de Religion.
En 1869, le bourg des Trois-Moutiers compte 1 253 habitants. Le moulin du Gué Sainte-Marie est construit à la fin du siècle. En effet, la carte atlas du conseil général de la Vienne de 1886 n'en parle pas. À ses débuts, il produisait de la farine pour faire le pain ; il a deux paires de meules (une pour la première mouture et une pour les recoupes à faire la farine à bétail) et ses murs portaient encore les pattes à scellement d'une ancienne chaîne à godet desservant une bluterie. Ce qui peut étonner, c'est de voir qu'à la fin du XIXe siècle, on construisait un moulin à vent exactement comme au Moyen Âge et depuis que les croisés de 1099 en avaient ramené la technologie de la Terre sainte (c'est pourquoi ces moulins-tours étaient aussi appelés Moulins-turcs ou turquois). Le seul progrès dont était doté le moulin du Gué Sainte Marie, ce sont les ailes articulées en bois commandées de l'intérieur de l'édifice. Ces ailes, inventées par Berton en 1848, évitaient au meunier de grimper sur ses vergues pour carguer ou étaler une voile, ce qui était long (il fallait arrêter quatre fois le moulin pour accéder à chaque voilure) et parfois dangereux. Depuis 1998, le moulin du Gué Sainte Marie est la propriété de la commune des Trois-Moutiers et a, depuis, été restauré.

## Politique et administration

### Liste des maires
| Période    | Période    | Identité                     | Étiquette | Qualité |
| ---------- | ---------- | ---------------------------- | --------- | --- |
| 1967       | ?          | Adolphe Lambert              | UDR       | |
| 1977       | 1985       | Paul Leclerc (d)             |           | Haut fonctionnaire à l'Unesco |
| mars 2001  | mars 2008  | Claude Fontaine              |           | |
| mars 2008  | avril 2024 | Marie-Jeanne Bellamy         | DVD       | Conseillère départementale du Canton de Loudun (depuis 2015) Vice-présidente de la Communauté de communes du Pays loudunais Présidente de l'association des maires de la Vienne (depuis 2020) Sénatrice de la Vienne (depuis 2024) |
| avril 2024 | En cours   | Bernard Sonneville-Coupé (d) | DVD       | Inspecteur des impôts retraité, 1er adjoint au maire (2014-2024) |

### Instances judiciaires et administratives
La commune relève du tribunal judiciaire de Poitiers, de la cour d'appel de Poitiers, du tribunal pour enfants de Poitiers, du conseil de prud'hommes de Poitiers, du tribunal de commerce de Poitiers, du tribunal administratif de Poitiers et de la cour administrative d'appel de Bordeaux, du tribunal des pensions de Poitiers, du tribunal des affaires de la Sécurité sociale de la Vienne, de la cour d’assises de la Vienne.

### Services publics
Les réformes successives de La Poste ont conduit à la fermeture de nombreux bureaux de poste ou à leur transformation en simple relais. Toutefois, la commune a pu maintenir le sien.

## Démographie
L'évolution du nombre d'habitants est connue à travers les recensements de la population effectués dans la commune depuis 1793. Pour les communes de moins de 10 000 habitants, une enquête de recensement portant sur toute la population est réalisée tous les cinq ans, les populations de référence des années intermédiaires étant quant à elles estimées par interpolation ou extrapolation. Pour la commune, le premier recensement exhaustif entrant dans le cadre du nouveau dispositif a été réalisé en 2007.

En 2022, la commune comptait 1 082 habitants, en évolution de −0,18 % par rapport à 2016 (Vienne : +0,6 %, France hors Mayotte : +2,11 %).
| 1793  | 1800  | 1806  | 1821  | 1831  | 1836  | 1841  | 1846  | 1851  |
| ----- | ----- | ----- | ----- | ----- | ----- | ----- | ----- | ----- |
| 1 309 | 1 257 | 1 492 | 1 495 | 1 538 | 1 530 | 1 514 | 1 261 | 1 230 |

| 1856  | 1861  | 1866  | 1872  | 1876  | 1881  | 1886  | 1891  | 1896  |
| ----- | ----- | ----- | ----- | ----- | ----- | ----- | ----- | ----- |
| 1 263 | 1 252 | 1 253 | 1 222 | 1 250 | 1 175 | 1 203 | 1 233 | 1 248 |

| 1901  | 1906  | 1911  | 1921  | 1926  | 1931  | 1936  | 1946  | 1954  |
| ----- | ----- | ----- | ----- | ----- | ----- | ----- | ----- | ----- |
| 1 238 | 1 244 | 1 230 | 1 082 | 1 215 | 1 200 | 1 196 | 1 138 | 1 123 |

| 1962  | 1968  | 1975 | 1982 | 1990 | 1999 | 2006 | 2007 | 2012  |
| ----- | ----- | ---- | ---- | ---- | ---- | ---- | ---- | ----- |
| 1 083 | 1 002 | 869  | 847  | 899  | 927  | 956  | 960  | 1 087 |

| 2017  | 2022  | - | - | - | - | - | - | - |
| ----- | ----- | - | - | - | - | - | - | - |
| 1 074 | 1 082 | - | - | - | - | - | - | - |

## Économie

### Agriculture
Selon la direction régionale de l'Alimentation, de l'Agriculture et de la Forêt de Poitou-Charentes, il n'y a plus que 30 exploitations agricoles en 2010 contre 42 en 2000.
Les surfaces agricoles utilisées ont paradoxalement augmenté de 4 % et sont passées de 2 248 hectares en 2000 à 2 352 hectares en 2010. Ces chiffres indiquent une concentration des terres sur un nombre plus faible d’exploitations. Cette tendance est conforme à l’évolution constatée sur tout le département de la Vienne puisque de 2000 à 2007, chaque exploitation a gagné en moyenne 20 hectares.
55 % des surfaces agricoles sont destinées à la culture des céréales (blé tendre essentiellement mais aussi orges et maïs), 26 % pour les oléagineux (colza et tournesol), 1 % pour les protéagineux, 2 % pour le fourrage et 1 % reste en herbe. En 2010, 58 hectares étaient consacrés à la vigne (51 hectares en 2000). Les exploitations viticoles se sont aussi concentrées puisque leur nombre est passé de 25 à 13.
Les élevages de volailles ont disparu au cours de cette décennie.
Dans ses caves calcaires naturelles   on cultive désormais  des champignons asiatiques les Shiitakés.

### Commerce
Depuis le 1er mai 2013, un marché se tient tous les vendredis sous le marché couvert.
La boulangerie « les 3 pains », point de fabrication des petites galettes « le Petit Moutiers » représentant le blason de la commune des Trois-Moutiers.

### Tourisme et loisirs
L'activité touristique se développe avec la construction d'un Center Parcs qui s'étend sur 164 hectares. Les travaux ont commencé en mai 2013 et la mise en service du « domaine du Bois aux Daims » a eu lieu en 2015.

## Culture locale et patrimoine

### Lieux et monuments

#### Patrimoine mégalithique

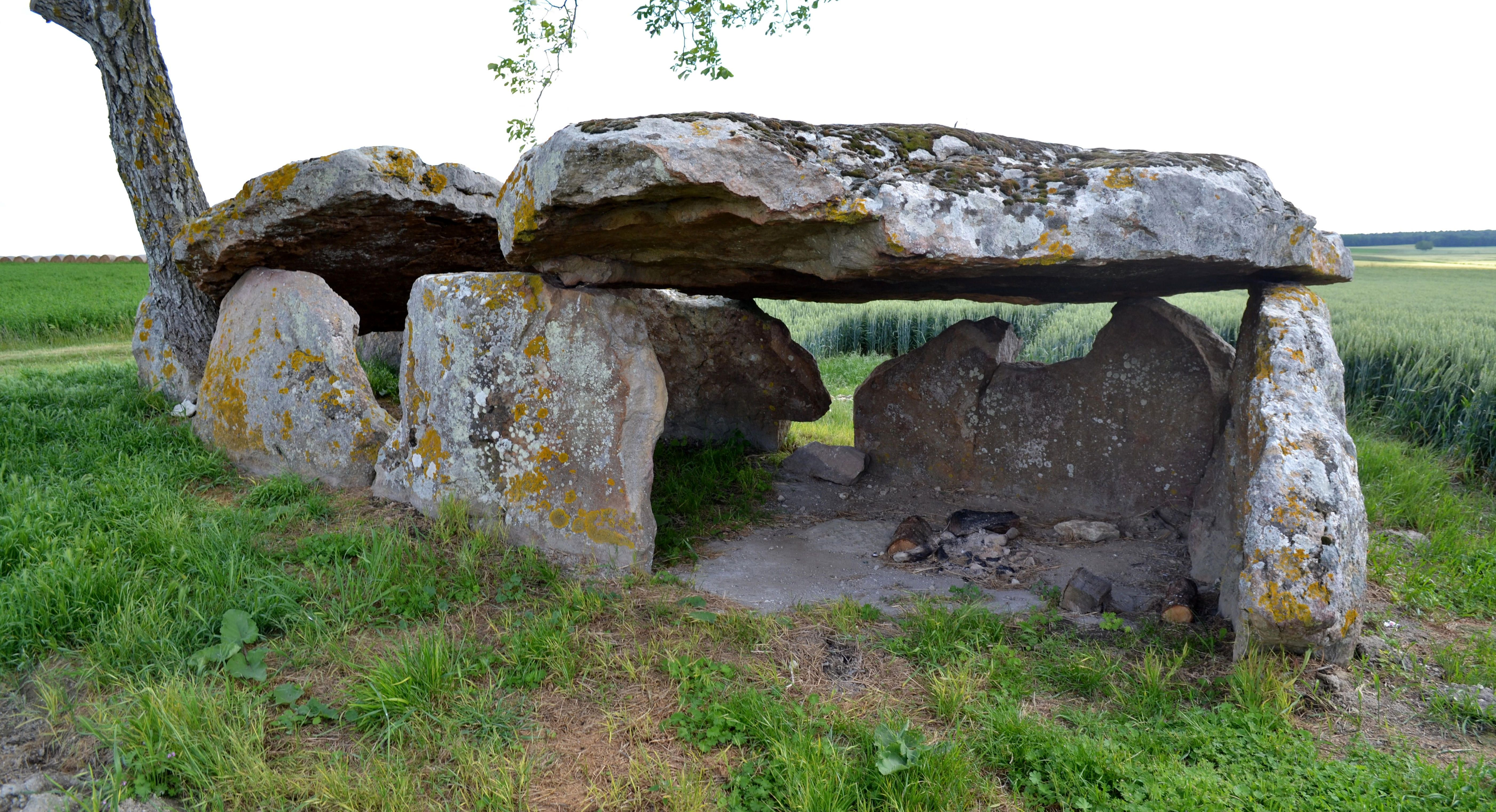
Dolmen de Vaon.

- Les dolmens de Bernazay, groupe de deux dolmens dont un classé monument historique depuis 1957[35].
- Le dolmen de Vaon, classé depuis 1956[36].
- La Roche-Vernaize, dolmen classé depuis 1957[37].
- La Pierre-Levée-de-Courçu, en limite des communes de Berrie et de Ternay, menhir inscrit au titre des monuments historiques depuis 1957[38].

#### Patrimoine civil
- Le château de Lantray.
- Le château de la Roche-Vernaize avec son pigeonnier. Le château est le siège d'une ancienne seigneurie qui dépendait de la baronnie de Baussay. Il est cité dès 1246 dans les archives du chapitre de Saint-Hilaire puis en 1479 dans celles de la commanderie de Loudun. Deux très beaux portails à bossages et à frontons brisés donnent accès à la cour de ce logis. Celui-ci possédait autrefois un jardin à la française. Même si le château a été très remanié au XIXe siècle, il a cependant gardé son apparence du début du XVIIe siècle. Le corps de logis est composé de pavillons qui s'individualisent par une toiture indépendante. Côté jardin, deux pavillons rectangulaires sont en saillie. Enfin, de curieuses tourelles, en surplomb aux angles de la façade sur cour, accroissent l'originalité architectural du bâtiment. Dans le jardin se dresse un beau pigeonnier comportant plus de 2 500 boulins.
- Le manoir de Champdoiseau, XVe siècle, inscrit au titre des Monuments historiques depuis 1929[39].
- Les ruines du château de la Mothe-Chandeniers avec son pigeonnier et sa chapelle.
- Le moulin à vent du Gué Sainte-Marie : c'est un moulin à toit pivotant. Il date du XIXe siècle. L'ouvrage est l'un des derniers moulins de la Vienne à encore posséder son système de fonctionnement : des trémies aux meules, en passant par la bluterie, ou encore les engrenages dont certains sont en bois de cormier.
- L'ancien moulin de la Barouze du XVe siècle.
- Les habitations troglodytiques à Bernazay.
- La cour aux moines de Bernazay. C'est une ancienne ferme templière du XIIIe siècle qui possède des caves troglodytiques monumentales.
- Le pigeonnier de Rudefeu.
- La Hacquinière : le nom de cette maison forte pourrait provenir de l'élevage de chevaux de selle pour dames : "Haquénées". Le logis a été édifié à la fin du XVIe siècle ou au début du XVIIe siècle.
- L'ancienne gendarmerie.
- Le souterrain-refuge de la Cave aux Sourds, où l'on ne dénombre pas moins de quatre puits d'extraction en enfilade ayant permis le creusement du souterrain qui à l'origine devait mesurer plus de cent mètres de long[40].

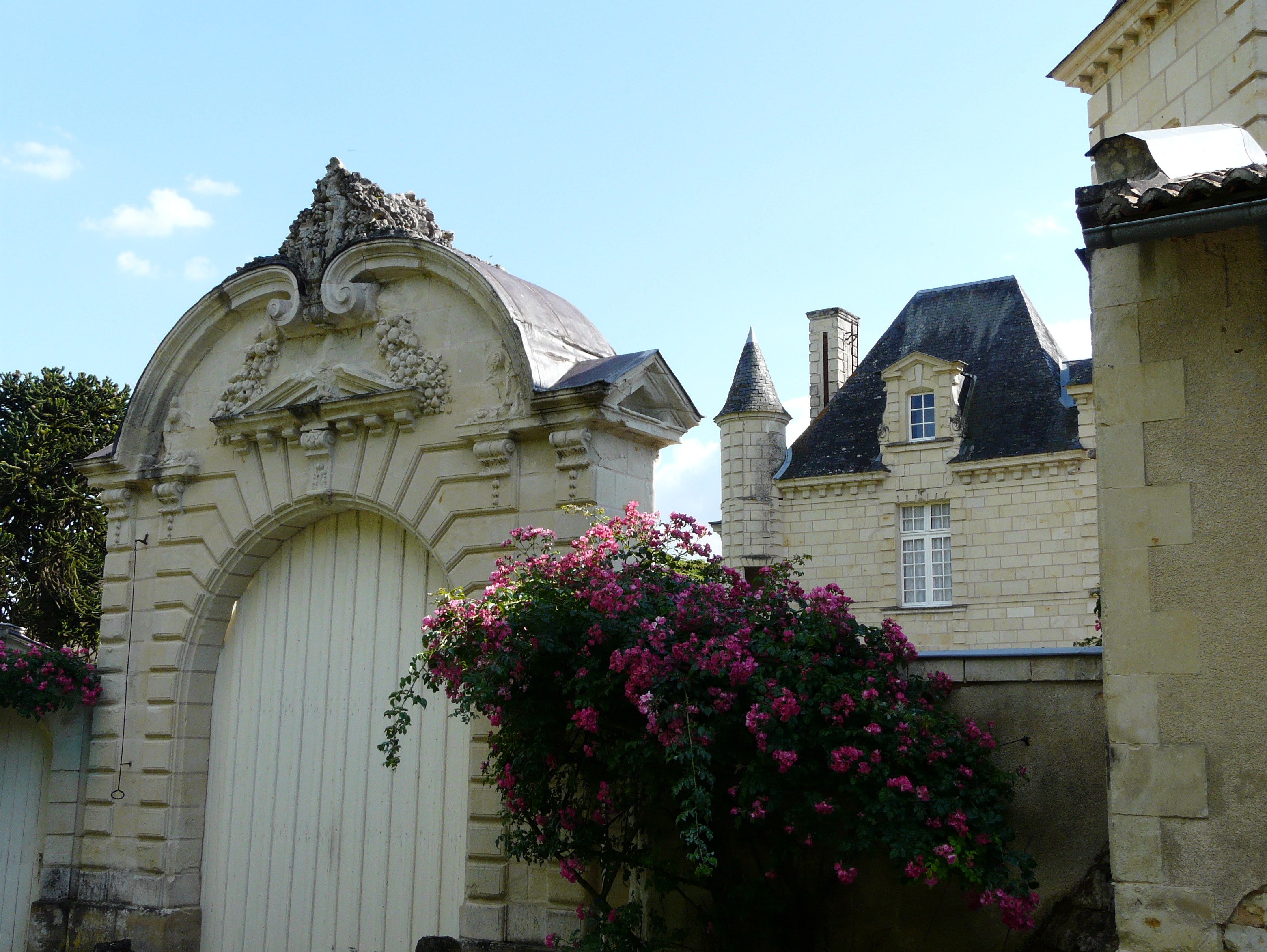
Le portail du château de la Roche Vernaize.
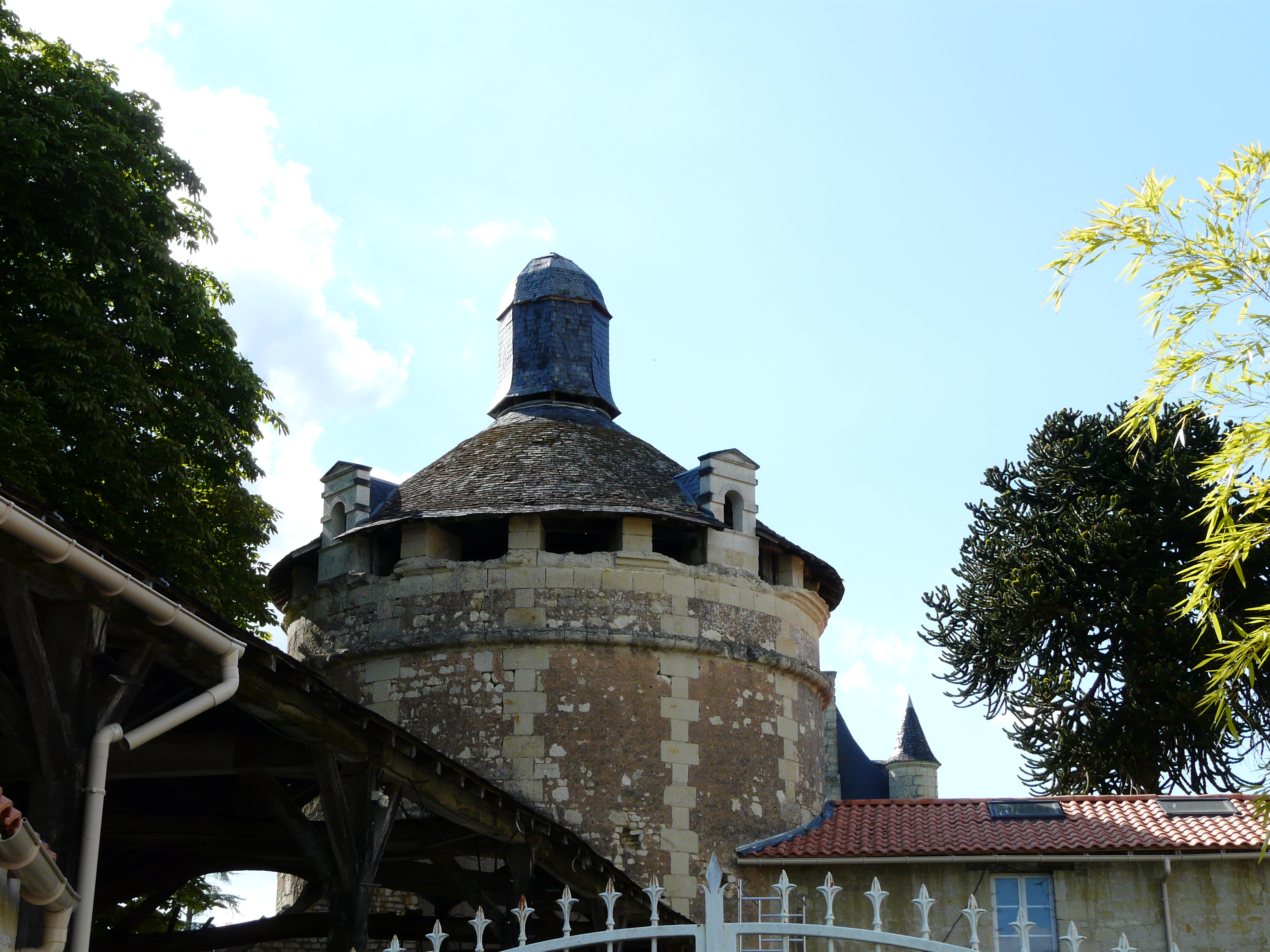
Le pigeonnier du château de la Roche Vernaize.
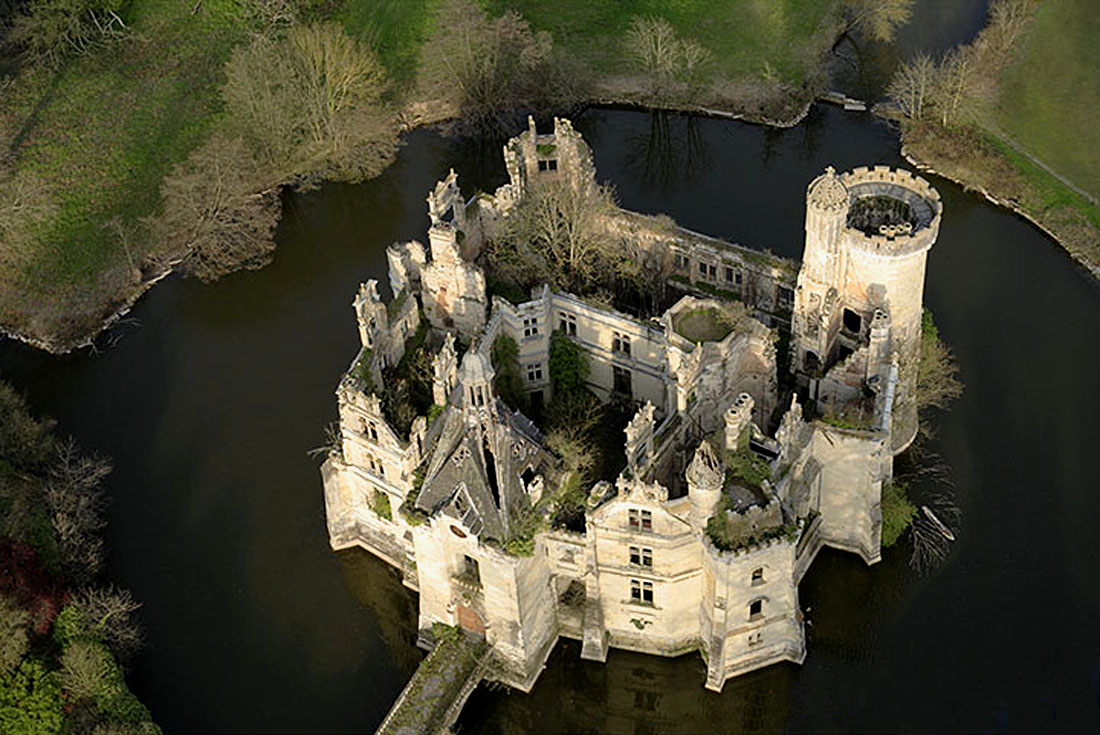
Ruines du château de la Mothe-Chandeniers.

#### Patrimoine religieux
- L'Église Saint-Hilaire.
- Chapelle des Monteils des Montagnes.
- Chapelle du château de la Mothe-Chandeniers.

#### Patrimoine naturel
- L'étang d'une superficie de 9 500 m2.
- Le bois de Roche-Vernaize. C'est un massif qui est planté sur un escarpement de grès tertiaire rouge  qui domine, comme un promontoire, le vallon de tuffeau qui s'étend jusqu'à Loudun. Ce gisement de grès est à l'origine des nombreux mégalithes disséminés sur les communes contiguës.
- Selon l'Inventaire des arbres remarquables de Poitou-Charentes[41], il y a trois arbres remarquables sur la commune qui sont: un cerisier commun, un cyprès chauve et un if fastigié.

### Personnalités liées à la commune
- Simon Canuel (1767-1840) général français, est né aux Trois-Moutiers.
- Claude Rutault (1941-2022), peintre français, est né aux Trois-Moutiers.
- Gérard Leclerc (1951-2023), journaliste français, y possédait une maison et des vignes, sa famille paternelle était originaire du village[42].

### Logo

Logo de la commune des Trois-Moutiers.

### Héraldique
| Blason | Blasonnement : D'argent à trois lionceaux de gueules. |

### Représentation en jeu vidéo
La commune des Trois-Moutiers est représentée dans le jeu vidéo Euro Truck Simulator 2, disponible dans le DLC Vive la France!, sur la route entre Nantes et Limoges.